# Stenberga, Masku kommun
Stenberga (finska: Teinperi, Linnavuori) var en medeltida kungsgård och en befäst bostadsborg i Masku.

## Historia
Kungs- och biskopsgårdarna i Finland har tillkommit då den svenska kungamakten stärkte sitt grepp över södra Finland. Det finska ledarskiktets gods togs i beslag och utvidgades kraftigt genom nyodling och nyförvärv. Stenberga har möjligen tillhört biskopen och skyddade till år 1229 biskopssätet i Nousis. Därefter bodde biskopen i det befästa Korois som hade sitt stöd i borgen på Kustö. Under 1200-talets lopp delades kolonisationstidens biskopsstyre i Finland upp så att den världsliga makten och den kyrkliga organisationen fick sina egna uppgifter. Samtidigt delades krono- och biskopsgodsen upp enligt de nya förhållandena. Stenberga nämns första gången år 1398 då Jakob Abrahamsson Djäkn avvecklade sina egendomar i Finland. Jakob hade uppenbarligen haft Stenberga som förläning men lyckades ännu få ut penningmedel ur godset innan det drogs in till kronan under drottning Margareta. Stenberga fick en ny funktion 1438 då riksrådet stiftade ett kloster i Finland och skänkte Stenberga med underlydande gods till klostret. Till Stenberga hörde bland annat fem gods i den närliggande byn Karinkylä och på ett av dem inleddes bygget av birgittinerklostret. Efter att klostret hade erhållit Ailos i Reso i gåva av Lucia Olofsdotter (Skelge) och Henrik Klasson (Djäkn) gav man upp bygget i Karinkylä och uppförde klostret på den nya platsen i dagens Nådendal. Klostret behöll dock Stenberga med underlydande hemman även efter Västerås recess 1527 då kyrkans överflödiga egendom indrogs till kronan. Kungen beviljade klostret förlängd tid ända till år 1556 för de gamla invånarnas skull. Stenberga blev därefter ett kronolandbondehemman utan underlydande gårdar. År 1577 skänkte kung Johan III Stenberga till sin naturliga dotter  Lucretia Gyllenhielm. År 1730 var Stenberga ett litet frälsehemman som ”änkan Tawast” hade bytt till sig av kronan och höll utarrenderat. År 1876 delades hemmanet som inte längre var frälse i två lika stora delar.

## Fästet
Stenberga låg på medeltiden på Lemovikens södra strand och öster om Masku ås mynning. Borgen låg på en ca 12 m hög klippa invid vikens strand. Klippan är 63 m lång och högst något över 30 m bred. På västra sidan har viken nått berget men på östra sidan ligger marken högre. Klippan är svårbestigen och på östra sidan har klyftor utfyllts med stenar och kalksand för att jämna klippväggen. Arkeologiskt har den undersökts år 1908. Huvudbyggnaden i nordväst är utformad som en sned rektangel och tornaktig med yttre måtten 13 x 13 m. Söder om den har klippan utjämnats till en ca 100 m2 stor gårdsplan. I sydöst är klippan lägre och nere på marken finns grunden till ett trapp- och bevakningstorn med kortsidan mot klippan. På östra sidan ligger också slottets gråstensskodda brunn. Huvudbyggnaden har haft två olika välvningar varav den första är kilstensvalv av gråsten, den andra i tegel. Borgens enkla karaktär och utformning som en donjon liksom dess skyddsmöjlighet för biskopssätet vid den närliggande Nousis å gav slutsatsen att Stenberga var den äldsta av borgarna i Finland och byggd i slutet av 1100-talet. Ombyggnaden skulle då ha skett på Jakob Abrahamssons tid varefter borgen förlorade sin försvarsfunktion. Under senare tid har tolkningen ifrågasatts och det finska Museiverket uppger i sitt register över kulturomgivningen att borgen kan ha byggts av Jakob Abrahamsson.   Ombyggnaden skulle enligt denna tolkning ha gjorts under klostertiden.